# Max van den Berg
Margrietus Johannes (Max) van den Berg (ur. 22 marca 1946 w Ammerstol) – holenderski polityk, były przewodniczący Partii Pracy, deputowany do Parlamentu Europejskiego (1999–2007).

## Życiorys
W 1969 ukończył socjologię na Uniwersytecie w Groningen, przez rok był asystentem na tej uczelni. Od 1970 do 1978 był aldermanem w Groningen, przez kilka lat pełniąc jednocześnie funkcję zastępcy burmistrza tego miasta.
Od 16 kwietnia 1979 do 25 kwietnia 1986 zajmował stanowisko przewodniczącego Partii Pracy (PvdA). Następnie przez trzynaście lat pełnił funkcję sekretarza generalnego pozarządowej organizacji Oxfam Novib.
W 1999 i 2004 uzyskiwał mandat posła do Parlamentu Europejskiego z listy PvdA. W PE VI kadencji przystąpił do grupy socjalistycznej. Pracował m.in. w Komisji Rozwoju i Współpracy, przekształconej następnie w Komisję Rozwoju (przez osiem lat jako jej wiceprzewodniczący).
Z Europarlamentu odszedł w 2007, obejmując stanowisko komisarza królowej, urzędnika stojącego na czele organów administracji terytorialnej w prowincji Groningen. Zajmował je nieprzerwanie do 2016.